# Trigonella koeiei
Trigonella koeiei är en ärtväxtart som beskrevs av Sirj. och Karl Heinz Rechinger. Trigonella koeiei ingår i släktet trigonellor, och familjen ärtväxter. Inga underarter finns listade i Catalogue of Life.